# Werauhia ampla
Werauhia ampla là một loài thuộc chi Werauhia. Đây là loài đặc hữu của Costa Rica.